# Герман (Хапугин)
Архимандрит Герман (в миру Вячеслав Николаевич Хапугин; 30 апреля 1965, Ликино-Дулёво, Орехово-Зуевский район, Московская область — 26 июля 2005, посёлок Новый Быт, Чеховский район, Московская область) — архимандрит Русской православной церкви, настоятель Вознесенской Давидовой пустыни, благочинный церквей Чеховского округа Московской епархии.

## Биография

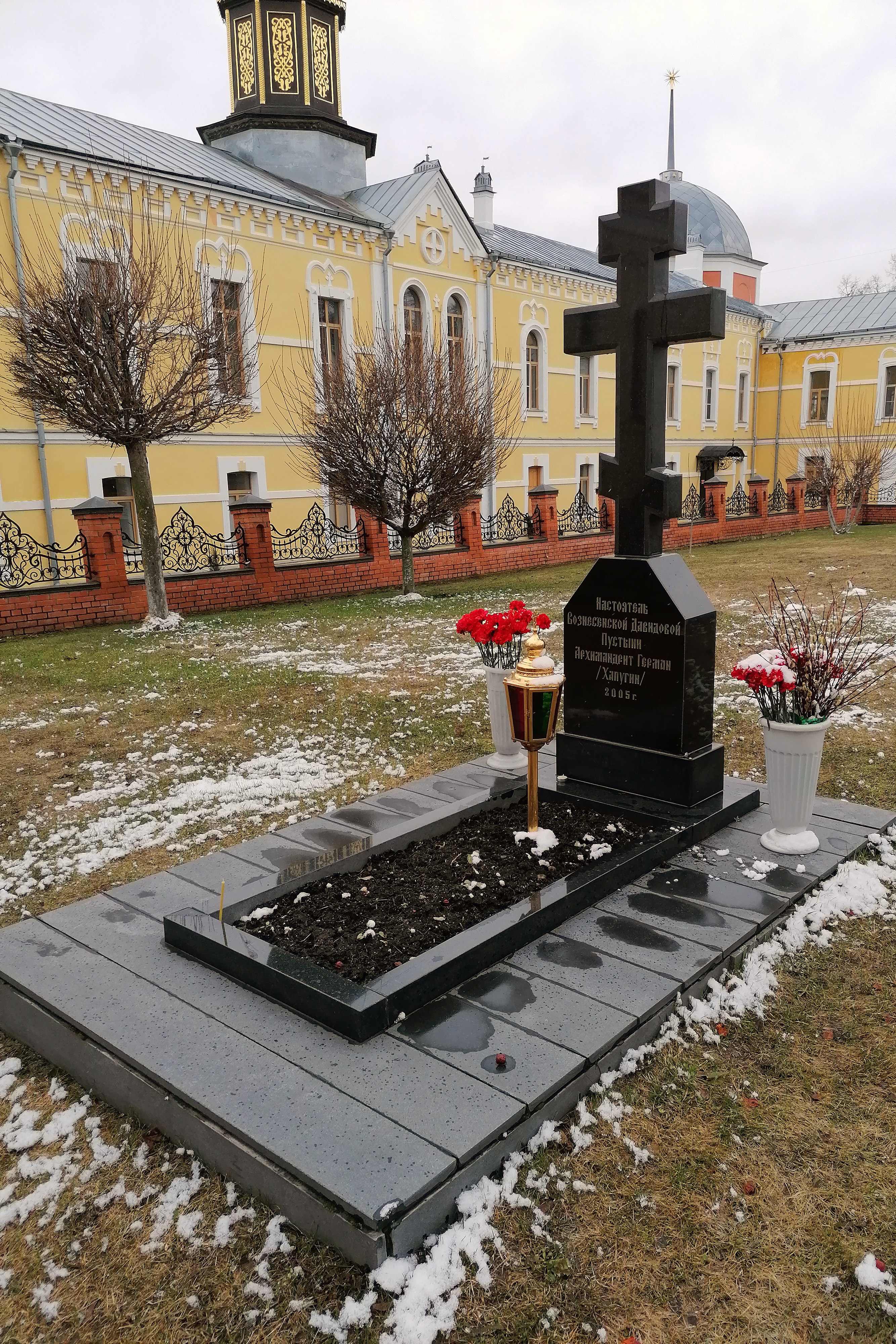
Надмогильный памятник Архимандриту Герману в некрополе Вознесенской Давидовой пустыни

Родился 30 апреля 1965 года в городе Ликино-Дулёво Орехово-Зуевского района Московской области в семье рабочих.
В 1982 году окончил среднюю общеобразовательную школу. С 1983 по 1985 год служил в рядах Советской армии.
С мая по сентябрь 1985 года нёс алтарное послушание в храме во имя великомученика Никиты села Кабаново Орехово-Зуевского района, который посещал с детства. В 1985—1986 годах был чтецом в Казанско-Пятницкой церкви села Туголес Шатурского района Московской области. С января 1986 по январь 1989 года исполнял обязанности псаломщика в Ильинской церкви города Серпухова.
21 июня 1987 года по благословению митрополита Крутицкого и Коломенского Ювеналия (Пояркова) благочинным церквей Серпуховского округа иеромонахом Иосифом (Балабановым) был пострижен в мантию с именем Герман в честь преподобного Германа Аляскинского.
8 января 1989 года митрополитом Крутицким Ювеналием был рукоположён в сан иеродиакона, а 15 января — в сан иеромонаха с назначением настоятелем Покровского храма города Хотьково. В связи с реорганизацией в 1992 году прихода в Покровский Хотьков монастырь указом патриарха Московского и всея Руси Алексия II назначен священником обители.
5 января 1995 года, согласно поданному прошению, освобождён патриархом Московским и всея Руси Алексием II от послушания в Покровском Хотькове монастыре и направлен в распоряжение митрополита Крутицкого Ювеналия. 11 января отец Герман был назначен настоятелем Вознесенской церкви Давидовой пустыни посёлка Новый Быт Чеховского района Московской области.
Постановлением Священного синода Русской православной церкви от 5 мая 1995 года о возрождении в Вознесенской Давидовой пустыни монашеской жизни он был назначен настоятелем обители с возведением в сан игумена. Возведение его в игуменское достоинство с вручением игуменского жезла совершил 1 июня митрополит Крутицкий Ювеналий. Указом митрополита Ювеналия отец Герман был назначен также благочинным церквей Чеховского округа Московской епархии.
14 августа 2004 года за Божественной литургией в храме Всемилостивого Спаса Вознесенской Давидовой пустыни, за усердное служение Церкви Христовой митрополитом Крутицким Ювеналием возведён в сан архимандрита.
26 июля 2005 года был найден убитым в своей келье. У отца архимандрита были связаны руки, а на голове обнаружены черепно-мозговые травмы. Вещи в келье были разбросаны, а сейф, находившийся там же, был вскрыт. Отпевание 29 июля было совершено в Спасском храме Вознесенской Давидовой пустыни митрополитом Крутицким Ювеналием в сослужении епископа Биробиджанского Иосифа. Погребён на монастырском кладбище, у алтаря Вознесенского соборного храма Давидовой пустыни.
Несмотря на то, что расследование взял под свой контроль губернатор Московской области Борис Громов, дело до сих пор не раскрыто.

## Награды
- наперсный крест (от патриарха Алексия II, 1994)
- палица (от патриарха Алексия II, 2000)
- наперсный крест с украшениями (от патриарха Алексия II, 2000)